# アヌビアス・ナナ
アヌビアス・ナナ（Anubias barteri var. nana）は、アフリカ大陸に生育するサトイモ科の水草。アクアリウムで用いられることが多い。1899年に、アドルフ・エングラー(en)によって独立した種（A. nana）として記載されたが、1979年に分類を改められ、アヌビアス・バルテリー（en）の変種の一つであるとされた。

## 分布
西アフリカのカメルーンに分布。原産地はカメルーンのリンベしか知られていない。

## 形態
根生で、岩の上などにロゼットを形成して生育する。葉はツバキの葉のように硬く、大きさは15cmほどになる。

## 利用
観賞用としてアクアリウムで栽培される。改良品種も多く作出、栽培されている。栽培は容易で初心者向け。特に光量やCO2の添加を気にする必要はないとされる。
水槽水草として、アヌビアス・ナナより小型のアヌビアス・ナナ・ミニ、さらに小型のアヌビアス・ナナ・プチがある。いずれもアヌビアス・ナナ同様、栽培は簡単である。